# Chiasmocleis crucis
Espèce
Statut de conservation UICN

 DD  : Données insuffisantes
Chiasmocleis crucis est une espèce d'amphibiens de la famille des Microhylidae.

## Répartition
Cette espèce est endémique de l'État de Bahia au Brésil. Son aire de répartition concerne une zone proche de la ville de Camamu,.

## Description
Chiasmocleis crucis mesure de 19 à 20 mm pour les mâles.

## Étymologie
Son nom d'espèce, crucis, lui a été donné en référence à Carlos Alberto Gonçalves da Cruz pour sa contribution à la connaissance des amphibiens du Brésil.

## Publication originale
- Caramaschi & Pimenta, 2003 : Duas novas espécies de Chiasmocleis Mehelÿ, 1904 da Mata Âtlantica do sul da Bahia, Brasil (Amphibia, Anura, Microhylidae). Arquivos do Museu Nacional, vol. 61, p. 195-202 (texte intégral).